# De Ochtend (NPO Radio 1)
De Ochtend was een radioprogramma dat werd uitgezonden door de Nederlandse zender NPO Radio 1. Het programma van fusieomroep KRO-NCRV bestond sinds 1 januari 2014 en werd gepresenteerd door Ghislaine Plag. Carl-Johan de Zwart was de vaste vervanger. In de eerste twee jaar deelde Plag de presentatie met Jurgen van den Berg, maar deze stopte eind 2015 om over te stappen naar de NOS. Eind december 2017 stopte het programma om plaats te maken voor een nieuw programma van KRO-NCRV, genaamd Spraakmakers.

## Inhoud
Vaste onderdelen waren een interview in het eerste halfuur, het Mediaforum om 10:00, om 11:00 Stand.nl, gepresenteerd door Sven Kockelmann en omstreeks 11:50 de Nationale Nieuwsquiz. Daarnaast waren er reportages, zoals de series De Minimaatschappij over kleine wijken en plaatselijke gemeenschappen en De Ochtend Van, waarin een verslaggever één persoon volgde.